# بازار الکترونیکی
بازارهای الکترونیکی یا بازارگاه‌های الکترونیکی (به انگلیسی :Electronic markets)، سیستم‌های اطلاعاتی (IS) هستند که توسط چندین سازمان مجزا در یک یا چندین لایه در زنجیره ارزش اقتصاد استفاده می‌شوند.
به عنوان مثال می‌توان به وبگاه‌های شرکت که در خدمت اهداف ارتباطی و معاملاتی هستند
سیستم‌های خرید الکترونیکی بر اساس EDI و همچنین بر اساس کاتالوگ و وب سایت‌هایی که مصرف‌کنندگان را به هم مرتبط می‌کنند، مانند انجمن‌های توصیه، اشاره کرد.
در قیاس با مفهوم بازار که می‌تواند از منظر اقتصاد کلان (توصیف روابط بین شرکت کنندگان در یک نظام اقتصادی، به عنوان مثال یک انحصار) و همچنین از دیدگاه اقتصاد خرد (توصیف مکانیسم‌های مختلف تخصیص، به عنوان مثال حراج عمومی فرکانس‌های تلفن) مشاهده شود، بازارهای الکترونیکی، اشکال شبکه ای شده بازرگانی را با ترکیبات نشان می‌دهند:
اولاً، توپولوژی بازارهای الکترونیکی ممکن است ذاتاً متمرکز یا غیرمتمرکز باشد. بازارهای الکترونیکی متمرکز، مراکزی هستند که اغلب به شرکت کنندگان خود خدمات ارائه می‌دهند. بازار غیرمتمرکز شامل روابط متوالی در زنجیره‌های ارزش است که اغلب زمانی که پیام‌های الکترونیکی مستقیماً بین بنگاه‌ها رد و بدل می‌شوند (مبادله داده‌های الکترونیکی، EDI) یافت می‌شوند.
دوماً، خدمات ارائه شده توسط بازارهای الکترونیکی ممکن است در خدمت اهداف زیرساختی یا تخصیص باشد. از جمله خدمات زیرساختی مسیریابی، پیام رسانی، شناسایی و دایرکتوری‌های شریک هستند در حالی که خدمات تخصیص فرایند قیمت گذاری را امکان‌پذیر می‌کند که به نوبه خود ممکن است ماهیت ایستا یا پویا داشته باشد. پیاده‌سازی‌های معمولی کاتالوگ‌ها، مبادلات و حراج‌ها هستند.
سوم، روابط اشخاص درگیر در بازارهای الکترونیکی ممکن است ماهیت پایدار یا اتمیستی داشته باشد. مورد اول معمولاً به زنجیره‌های تأمین کلاسیک اشاره دارد که در آن بنگاه‌ها در مدت زمان طولانی تری با یکدیگر همکاری می‌کنند. در حالت دوم، شرکای معامله فقط برای یک معامله ثابت هستند. این معمولاً در حراج و صرافی یافت می‌شود.
این منجر به دو تعریف می‌شود:
1. در یک مفهوم محدود، بازارهای الکترونیکی عمدتاً به عنوان پلتفرم‌های تخصیص با سازوکار‌های کشف قیمت پویا که شامل روابط پایدار است، در نظر گرفته می‌شوند. از نمونه‌ها می‌توان به صنایع مالی و انرژی اشاره کرد.
2. در یک مفهوم جامع تر، کشف قیمت برای بازارهای الکترونیکی حیاتی نیست. این همه اشکال همکاری الکترونیکی بین سازمان‌ها و مصرف‌کننده و همچنین بالعکس را پوشش می‌دهد.